# Kalanchoe robusta
Kalanchoe robusta és una espècie de planta suculenta del gènere Kalanchoe, de la família de les Crassulaceae.

## Descripció
És una planta perenne, totalment glabra, de fins a 50 cm d'alçada.
Les tiges són teretes, robustes, d'1 a 3 cm de diàmetre a la base, de color gris, poc ramificades.
Les fulles són peciolades, carnoses, atapeïdes cap a les puntes de la branca, pecíol de 5 a 10 mm, làmina obovada, oblongo-oblanceolada a espatulada, de 3,5 a 9 cm de llarg i de 4 cm d'ample, glauca, punta aguda a obtusa, base atenuada, marges sencers i vermellosos.
Les inflorescències en panícules denses, pedicels de 6 a 12 mm.
Les fIors horitzontals; calze verd glauc, tub d'1,5 a 1,7 mm; sèpals triangulars, acuminats, a vegades poc glandulars, de 3 a 5 mm de llarg i de 2 a 3 mm d'ample; corol·la de color taronja brillant-escarlata; tub cilíndric, contret a la base, lleugerament corbat i zigomorf, de 12 a 35 mm; pètals ovat-oblongs, arrodonits, apiculats, de 6 a 10 mm de llarg i de 3 a 5 mm d'ample; estams inserits una mica per sobre de la meitat del tub de la corol·la, tots sobresortints.

## Distribució
Planta endèmica de Socotra, Iemen. Creix als vessants rocosos entre pedres calcàries o de granit, de 300 a 550 m d'altitud.

## Taxonomia
Kalanchoe robusta va ser descrita per Isaac Bayley Balfour (Balf.f.) i publicada a Proceedings of the Royal Society of Edinburgh xi. 512. 1882.

#### Etimologia
Kalanchoe: nom genèric que deriva de la paraula cantonesa "Kalan Chauhuy", 伽藍菜 que significa 'allò que cau i creix'.
robusta: epítet llatí que significa 'fort'.

#### Sinonímia
- Kalanchoe abrupta  Balfour f. (1882).